# Alfhild Björklund
Alfhild Cecilia Björklund, född 1 februari 1894 i Skövde, död 28 juli 1977 i Göteborg, var en svensk reklamtecknare, kostymtecknare och konstnär.
Hon var dotter till fotografen Ludvig Ericson och Alfhilda Alexandersson samt syster till Carl-Eric Arkel. Björklund studerade vid Slöjdföreningens skola i Göteborg 1912–1915 och var därefter verksam om reklamtecknare i Stockholm i 20 års tid. Vid sidan av sitt arbete ritade hon kläder till olika revyer och teatrar, bland annat Vasateatern. Hon flyttade till Göteborg 1944 och började måla porträtt, figurer och landskap i olja, akvarell eller pastell. Tillsammans med sin bror ställde hon ut i Falköping, Karlskoga och Uddevalla och hon medverkade i samlingsutställningar på Röhska museet, Göteborgs konsthall och på gallerier i Gamla Stan i Stockholm. Alfhild Björklund är begraven på Sankta Elins kyrkogård i Skövde.